# Herichthys deppii
Herichthys deppii es una especie de peces de la familia Cichlidae en el orden de los Perciformes.

## Morfología
Los machos pueden llegar alcanzar los 12 cm de longitud total.

## Hábitat
Vive en zonas de clima subtropical

## Distribución geográfica
Se encuentran en América:  cuencas de los ríos Nautla y Misantla (México ).